# Corymorpha russelli
Corymorpha russelli är en nässeldjursart som först beskrevs av Hamond 1974.  Corymorpha russelli ingår i släktet Corymorpha och familjen Corymorphidae.
Artens utbredningsområde är Indiska oceanen. Inga underarter finns listade i Catalogue of Life.